# Laraine Newman
Laraine Newman (Los Angeles, 2 marzo 1952) è un'attrice e doppiatrice statunitense.

## Biografia
Laraine Newman nasce a Los Angeles il 2 marzo del 1952. Sorella della regista e produttrice Tracy Newman.
Inizia a studiare recitazione all'età di 15 anni.
Dopo la scuola studia prima arte drammatica a Londra, e poi mimica a Parigi.
Diventa una star televisiva dal 1975 al 1980 col programma TV Saturday Night Live. Successivamente lavorerà nel mondo del cinema interpretando dei ruoli di supporto.
Sposata dal 1991 con l'attore Chad Einbinder e ha due figli: Lena (1991) e Hannah (1995).
Ha lavorato come attrice in molti film, ma anche come doppiatrice in molti film d'animazione.

## Filmografia parziale

### Cinema
- Perfect, regia di James Bridges (1985)
- Piccola peste torna a far danni (Problem Child 2), regia di Brian Levant (1991)
- Una promessa è una promessa (Jingle All the Way), regia di Brian Levant (1996)
- Rusty, cagnolino coraggioso (Rusty: A Dog's Tale), regia di Shuki Levy (1997)
- Paura e delirio a Las Vegas (Fear and Loathing in Las Vegas), regia di Terry Gilliam (1998)

### Televisione
- Alfred Hitchcock presenta (Alfred Hitchcock Presents) - serie TV, episodio 1x19 (1985)
- Storie incredibili (Amazing Stories) - serie TV, episodio 2x21 (1987)
- Friends - serie TV, 1 episodio (1996)
- La vita secondo Jim (According to Jim) - serie TV, 3 episodi (2003-2004)

### Doppiatrice
- Baby Doll in Batman - Cavaliere della notte (The New Batman Adventures) (1 episodio, 1998)
- Ginger (As Told By Ginger) - serie animata (2000-2004)
- Monsters & Co. (Monsters, Inc.), regia di Peter Docter (2001)
- L'era glaciale 2 - Il disgelo (Ice Age: The Meltdown), regia di Carlos Saldanha (2006)
- Cars - Motori ruggenti (Cars), regia di John Lasseter (2006)
- Uno zoo in fuga (The Wild), regia di Steve "Spaz" William (2006)
- Ortone e il mondo dei Chi (Horton Hears a Who!), regia di Steve Hayward e Steve Martino (2008)
- Toy Story 3 - La grande fuga (Toy Story 3), regia di Lee Unrich (2010)
- Tom & Jerry e il mago di Oz (Tom and Jerry & The Wizard of Oz), regia di Spike Brandt (2011)
- Monsters University, regia di Dan Scanlon (2013)
- Cattivissimo me 2 (Despicable Me 2), regia di Pierre Coffin e Chris Renaud (2013)
- Tom & Jerry: Il drago perduto (Tom & Jerry: The Lost Dragon), regia di Spike Brandt e Tony Cervone (2014)
- Il primo appuntamento di Riley (Riley's First Date), regia di Josh Cooley (2015)
- Le avventure del gatto con gli stivali (The Adventures of Puss in Boots) - serie animata (2015)
- Vampirina - serie animata (2017)
- Trollhunters - I racconti di Arcadia (Trollhunters: Tales of Arcadia) - serie animata (2016-2018)
- Le epiche avventure di Capitan Mutanda (The Epic Tales of Captain Underpants) - serie animata (2018-2019)
- Cattivissimo me 4 (Despicable Me 4), regia di Chris Renaud (2024)

## Doppiatrici italiane
Nelle versioni in italiano delle opere in cui ha recitato, Laraine Newman è stata doppiata da:
- Alessandra Casella in Piccola peste torna a far danni
- Silvana Fantini in Rusty, cagnolino coraggioso
- Silvia Tognoloni in Alfred Hitchcock presenta (ep. 1x19)

Da doppiatrice è sostituita da:
- Antonella Giannini in Ginger, Le epiche avventure di Capitan Mutanda
- Gilberta Crispino in Ortone e il mondo dei Chi
- Cristina Piras in Tom & Jerry: Il drago perduto[1]
- Laura Amadei ne Il primo appuntamento di Riley
- Monica Gravina in Le avventure del gatto con gli stivali
- Jasmine Laurenti in Batman - Cavaliere della notte
- Tiziana Avarista in Vampirina
- Stefania Romagnoli in Trollhunters - I racconti di Arcadia
- Gabriella Borri in Cattivissimo me 4